# Hure, Gironde
Hure är en kommun i departementet Gironde i regionen Nouvelle-Aquitaine i sydvästra Frankrike. Kommunen ligger i kantonen La Réole som tillhör arrondissementet Langon. År 2022 hade Hure 565 invånare.

## Befolkningsutveckling
Antalet invånare i kommunen Hure
Referens:INSEE